# Isuf Dibra
Isuf Dibra (ur. w XIX wieku w Dohoshishcie, zm. 19 marca 1927 w Tiranie) – minister wojny Albanii w latach 1914–1916.

## Życiorys
Od 5 października 1914 do 27 stycznia 1916 był ministrem wojny.
W latach 1925–1926 był deputowanym do albańskiego parlamentu. Został zamordowany dnia 19 marca 1927 roku za pro-jugosłowiańskie poglądy; 22 marca odbył się jego państwowy pogrzeb.